# 체르네츠역
체르네츠역(Zernez)은 스위스 그라우뷘덴주의 체르네츠 지자체에 있는 기차역이다. 래티셰 철도의 1,000mm 미터궤 베버-스쿠올-타라스프선에 위치한다. 이 회선에서 시간별 서비스가 운영된다. 해발 1,471m의 체르네즈 마을 북서쪽 가장자리에 위치한 중요한 역이다. 엥가딘 노선의 일부 또는 전체를 운행하는 모든 열차는 체르네츠에 정차하며 푸오른 고개를 통해 발뮈스테어를 뮈스테어, 산타 마리아 및 말스 연결되는 포스트버스 서비스로 연결된다. 메라노-말스 철도에서 메라노와 볼자노까지. 여름에는 추가 포스트 버스가 다보스 광장역까지 운행된다. 화물 운송도 체르네츠에서 중요한 역할을 한다. 스왑 바디가 포함된 화물 열차는 정기적으로 체르네츠까지 운행하며, 그곳에서 발뮈스테어까지 트럭으로 운송된다. 또한 중부 엥가딘에서 체르네츠를 통해 많은 화물이 운송된다.
체르네츠역은 2010년과 2011년에 완전히 재건되었다. 무엇보다도 철도 시설이 새로워지고 플랫폼이 높아져 장애인용으로 개조되었다. 확장되고 교차 루프가 주쉬 측면에 건설되었다. 섬 플랫폼은 1번 플랫폼의 역 건물과 지하도를 통해 연결된다. 또한 새로운 포스트버스 램프가 건설되어 기차와 포스트버스 간의 더 나은 환승 옵션이 가능해졌다. 유사하게, 새로운 40톤 스왑 바디 크레인이 건설되었고, 새로운 일반 화물 적재 센터가 건설되어 화물 취급을 개선시켰다.

## 운행편
다음 서비스는 체르네츠에서 정차한다.
- 레기오익스프레스 : 란트콰르트와 생모리츠 사이를 매시간 운행.
- 레기오 : 스쿠올-타라스프와 폰트레시나사이를 매시간 운행.